# Цар (Альберта)
Цар (англ. Czar) — село в Канаді, у провінції Альберта, у складі муніципального району Провост № 52.

## Населення
За даними перепису 2016 року, село нараховувало 202 особи, показавши зростання на 21,0%, порівняно з 2011-м роком. Середня густина населення становила 180,1 осіб/км².
З офіційних мов обидвома одночасно володіли 5 жителів, тільки англійською — 195. Усього 15 осіб вважали рідною мовою не одну з офіційних.
Працездатне населення становило 135 осіб (75% усього населення), рівень безробіття — 0% (0% серед чоловіків та 0% серед жінок). 77,8% осіб були найманими працівниками, а 18,5% — самозайнятими.
Середній дохід на особу становив $12 013 (медіана $12 002), при цьому для чоловіків — $12 013, а для жінок $12 013 (медіани — $12 002 та $12 002 відповідно).
27,8% мешканців мали закінчену шкільну освіту, не мали закінченої шкільної освіти — 5,6%, 66,7% мали післяшкільну освіту, з яких 8,3% мали диплом бакалавра, або вищий.
| Статево-вікова структура населення | Статево-вікова структура населення | Статево-вікова структура населення | Статево-вікова структура населення | Статево-вікова структура населення |
| ---------------------------------- | ---------------------------------- | ---------------------------------- | ---------------------------------- | ---------------------------------- |
|                                    |                                    |                                    |                                    |                                    |
| Всього                             | Всього                             | 55,0%45,0%                         |                                    |                                    |
| 0 — 14 років                       | 0 — 14 років                       |                                    | 17,1%                              | 17,1%                              |
| 15 — 64 років                      | 15 — 64 років                      |                                    | 63,4%                              | 63,4%                              |
| 65 і більше                        | 65 і більше                        |                                    | 19,5%                              | 19,5%                              |
| Середній вік (років)               | Середній вік (років)               | 38,341,9                           | 39,9                               | 39,9                               |
| Медіана (років)                    | Медіана (років)                    | 39,542,5                           | 41,0                               | 41,0                               |
| — чоловіки — жінки                 |                                    |                                    |                                    |                                    |

| Походження мешканців:     | Походження мешканців:     | Походження мешканців: | Походження мешканців: | Походження мешканців: |
| ------------------------- | ------------------------- | --------------------- | --------------------- | --------------------- |
| Походження                |                           |                       | осіб                  | %                     |
| Корінні американці        | Корінні американці        |                       | 10                    | 4.35%                 |
| Інше північноамериканське | Інше північноамериканське |                       | 125                   | 54.35%                |
| Європейське               | Європейське               |                       | 145                   | 63.04%                |
| британське                | британське                |                       | 120                   | 52.17%                |
| французьке                | французьке                |                       | 15                    | 6.52%                 |
| українське                | українське                |                       | 25                    | 10.87%                |
| Латинськоамериканське     | Латинськоамериканське     |                       | 10                    | 4.35%                 |
| Африканське               | Африканське               |                       | 20                    | 8.7%                  |
| Азійське                  | Азійське                  |                       | 10                    | 4.35%                 |

| Зайнятість населення за галузями (за класифікацією NOC): | Зайнятість населення за галузями (за класифікацією NOC): | Зайнятість населення за галузями (за класифікацією NOC): | Зайнятість населення за галузями (за класифікацією NOC): | Зайнятість населення за галузями (за класифікацією NOC): |
| -------------------------------------------------------- | -------------------------------------------------------- | -------------------------------------------------------- | -------------------------------------------------------- | -------------------------------------------------------- |
|                                                          |                                                          |                                                          |                                                          |                                                          |
| Бізнес, фінанси та адміністрування                       | Бізнес, фінанси та адміністрування                       |                                                          | 11,5%                                                    | 11,5%                                                    |
| Охорона здоров'я                                         | Охорона здоров'я                                         |                                                          | 7,7%                                                     | 7,7%                                                     |
| Освіта, правозахист, муніципальні та урядові служби      | Освіта, правозахист, муніципальні та урядові служби      |                                                          | 15,4%                                                    | 15,4%                                                    |
| Роздрібна торгівля та послуги                            | Роздрібна торгівля та послуги                            |                                                          | 11,5%                                                    | 11,5%                                                    |
| Гуртова торгівля, транспорт та обладнання                | Гуртова торгівля, транспорт та обладнання                |                                                          | 23,1%                                                    | 23,1%                                                    |
| Природні ресурси, сільське господарство                  | Природні ресурси, сільське господарство                  |                                                          | 15,4%                                                    | 15,4%                                                    |
| Виробництво                                              | Виробництво                                              |                                                          | 7,7%                                                     | 7,7%                                                     |

## Клімат
Середня річна температура становить 2,4°C, середня максимальна – 22,4°C, а середня мінімальна – -22,1°C. Середня річна кількість опадів – 390 мм.
| Клімат поселення                              | Клімат поселення | Клімат поселення | Клімат поселення | Клімат поселення | Клімат поселення | Клімат поселення | Клімат поселення | Клімат поселення | Клімат поселення | Клімат поселення | Клімат поселення | Клімат поселення | Клімат поселення |
| Показник                                      | Січ.             | Лют.             | Бер.             | Квіт.            | Трав.            | Черв.            | Лип.             | Серп.            | Вер.             | Жовт.            | Лист.            | Груд.            |                  |
| Середній максимум, °C                         | −8,48            | −4,96            | 1,43             | 10,68            | 17,27            | 21,78            | 22,38            | 21,64            | 15,94            | 9,82             | −0,18            | −7,8             |                  |
| Середня температура, °C                       | −15,3            | −11,77           | −5,39            | 3,89             | 10,48            | 14,98            | 17,38            | 16,60            | 10,90            | 4,80             | −5,19            | −12,82           |                  |
| Середній мінімум, °C                          | −22,1            | −18,57           | −12,17           | −2,92            | 3,65             | 8,17             | 12,37            | 11,60            | 5,90             | −0,2             | −10,2            | −17,84           |                  |
| Норма опадів, мм                              | 20               | 14               | 16               | 19               | 38               | 75               | 76               | 50               | 34               | 16               | 16               | 16               |                  |
| Середньомісячна швидкість вітру, м/с          | 4.30             | 4.20             | 4.30             | 4.50             | 4.40             | 4.00             | 3.60             | 3.50             | 3.82             | 4.20             | 4.30             | 4.30             |                  |
| Середньомісячна сонячна радіація, кДж/м²·день | 3972             | 7543             | 12697            | 17617            | 20998            | 22394            | 22807            | 19143            | 13127            | 8030             | 4174             | 2932             |                  |
| --------------------------------------------- | ---------------- | ---------------- | ---------------- | ---------------- | ---------------- | ---------------- | ---------------- | ---------------- | ---------------- | ---------------- | ---------------- | ---------------- | ---------------- |
| Джерело:                                      |                  |                  |                  |                  |                  |                  |                  |                  |                  |                  |                  |                  |                  |